# Son Mu Sin
Son Mu Sin est un diplomate nord-coréen. 
Ambassadeur de la république populaire démocratique (RPD) de Corée auprès de l'Organisation des Nations unies pour l'éducation, la science et la culture (UNESCO) depuis le 1er avril 2007, il occupe parallèlement les fonctions de délégué général de la RPD de Corée auprès de la République française.
Il avait été auparavant ambassadeur en Suède. À ce titre, il s'était rendu en Irlande, en juin 2001, en vue de l'établissement de relations diplomatiques entre la république d'Irlande et la RPD de Corée.